# عبد الباسط هندي
عبد الباسط هندي، لاعب كرة قدم سعودي، يلعب في خط الدفاع في النادي الأهلي.
مثل نادي الأمجاد في الناشئين و انتقل إلى النادي الأهلي في عام 2013.

## روابط خارجية
- عبد الباسط هندي على موقع إي إس بي إن إف سي (الإنجليزية)
- عبد الباسط هندي على موقع Soccerway.com (الإنجليزية)
- عبد الباسط هندي على موقع عالم كرة القدم.نت (الإنجليزية)
- عبد الباسط هندي على موقع كووورة
- عبد الباسط هندي على موقع اللجنة الأولمبية الدولية (الإنجليزية)
- عبد الباسط هندي على موقع أوليمبيديا (الإنجليزية)